# Michael Rosenbaum
Michael Owen Rosenbaum (Nova York, 11 de julho de 1972) é um ator americano. É mais conhecido por atuar como Lex Luthor na série de TV do Warner Channel, Smallville que conta as aventuras do jovem Superman/Clark Kent. No gênero de quadrinhos ele é conhecido por dublar Wally West/Flash nas séries animadas da DC comics e da Warner, Liga da Justiça.
Após sua graduação em Artes Cênicas pela Universidade de Kentucky em Bowling Green, Rosenbaum mudou-se imediatamente para Nova Iorque para tornar-se ator profissional. Rosenbaum também é conhecido por seu amor ao hóquei no gelo, esporte que joga desde pequeno. Ele é um torcedor fervoroso dos New York Rangers, e pode ser visto jogando em jogos de caridade.

## Curiosidades
- Tinha que raspar a cabeça todos os dias em que iria fazer filmagem para a série Smallville.
- Além de ator é dublador de séries animadas.
- É canhoto.
- É daltônico.
- Na época de universitário, era escolhido para fazer as peças mais importantes.
- É filho de Mark e Julie, hoje divorciados. Tem três irmãos, sendo que os dois mais velhos (Lauren e Adam) são de relacionamentos anteriores de um de seus pais.
- É simpático com os fãs e a imprensa.
- Foi eleito em 2006/7, como o vilão mais sexy da televisão.
- Em 2007, foi eleito pela revista People como um dos 50 homens mais sexys vivos.
- Foi do elenco principal em "Smallville" em todos os episódios da Primeira á Sétima Temporada, no total de 153 episódios, assim resolveu voltar apenas em participações especiais da Oitava até a Última Temporada, mas só no último episódio se viu o rosto de Lex pois nos episódios anteriores não mostrava a cara de Lex como era antes, coberto por aparelhos e luz negra e branca.
- Anunciou em seu Twitter que estava disposto a estar no Filme "Batman vs Superman" como Lex  ele era um dos favoritos na lista para viver os personagens na telona, além de ter a maioria dos fãs do Superman como o Favorito para o papel, mas os críticos acham Bryan Cranston deve ser o Lex na sequência. O papel acabou sendo dado ao ator Jesse Eisenberg.
- Participou do videoclipe "All Night", da banda R5.

## Filmografia

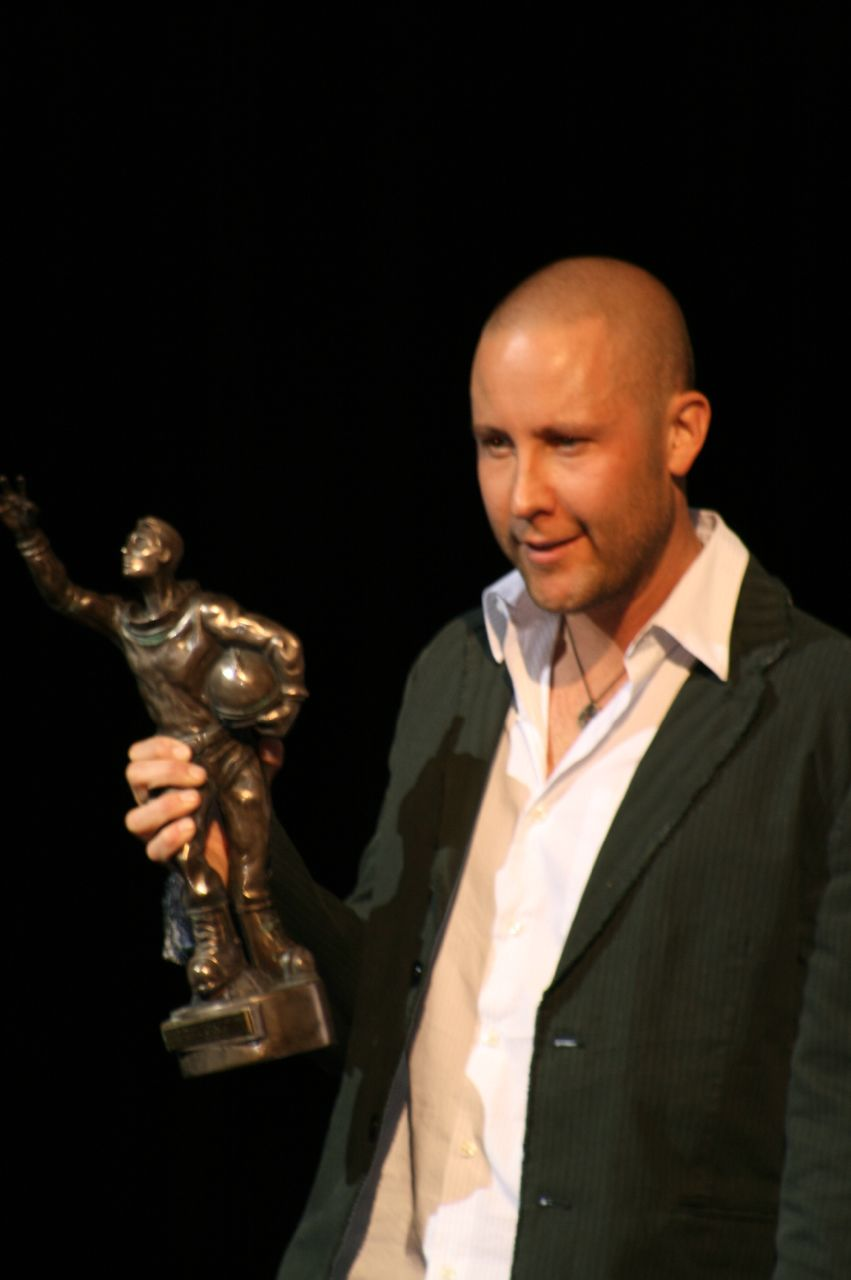
Michael Rosenbaum at the Jules Verne Adventures Film Festival

| Ano        | Título                                 | Personagem                                           | Notas |
| ---------- | -------------------------------------- | ---------------------------------------------------- | --- |
| 1998       | The Tom Show                           | Jonathan Summers                                     | Episódio: "The Talk" |
| 1999       | Rocket Power                           | Sports Announcer                                     | Voz Episódio: "Super McVariel 900/Loss of Squid" |
| 1999–2000  | Zoe, Duncan, Jack and Jane             | Jack Cooper                                          | Elenco Principal: 24 Episódios |
| 1999–2001  | Batman do Futuro                       | Terminal/Carter Wilson Wendell Ollie Carl Agent West | Voz 6 Episódios |
| 2000       | Os Thornberrys                         | Tom Ravenhearst                                      | Voz Episódio: "A Shaky Foundation" |
| 2000–2004  | Super Choque                           | Trapper The Flash Speedtrap                          | Voz 5 Episódios |
| 2001–2011  | Smallville                             | Lex Luthor                                           | 158 episódios: 1-7 Temporada (Elenco Principal-153 episódios), 9 Temporada (Participação Especial) 8 e 10 Temporada (Recorrente em 2 Episódios) Diretor no episódio 125 "Freak"; Saturn Awards Melhor Ator Coadjuvante em uma Série de Televisão (2002) SFX (magazine)\|SFX (magazine) Best Newcomer (2003) Nomeado - Saturn Awards Melhor Ator Coadjuvante em uma Série de Televisão (2002, 2003, 2004, 2005 & 2006) Nomeado - Satellite Awards Melhor Performance de Ator Coadjuvante em uma Série de Gênero Drama (2003) Nomeado - Teen Choice Awards TV - Choice Sidekick (2002, 2003, 2007, 2008, 2009) |
| 2001       | Friends                                | Diretor de Televisão                                 | |
| 2001–2002  | Projeto Zeta                           | Agente West                                          | Voz 8 Episódios |
| 2001, 2002 | The Late Late Show with Craig Kilborn  | Ele Mesmo                                            | 2 Episódios |
| 2001–2006  | Justice League                         | Wally West/The Flash Deadshot Ghoul                  | Voz 56 Episódios |
| 2003       | Player$                                | Ele Mesmo                                            | Episódio: Charlie's Angels |
| 2003       | Late Night with Conan O'Brien          | Ele Mesmo                                            | 1 Episódio |
| 2004–2005  | As Aventuras de Jackie Chan            | Drago                                                | Voz 11 Episódios |
| 2005–2006  | Teen Titans                            | Kid Flash                                            | Voz 2 Episódios |
| 2005       | The Tony Danza Show                    | Ele Mesmo                                            | 1 Episódio |
| 2005       | Cribs                                  | Ele Mesmo                                            | 1 Episódio |
| 2005       | It's Always Sunny in Philadelphia      | Colin                                                | Episódio: "Gun Fever" |
| 2005       | Last Call with Carson Daly             | Ele Mesmo                                            | 2 Episódios |
| 2007       | The Late Late Show with Craig Ferguson | Ele Mesmo                                            | 1 Episódio |
| 2008       | PG Porn                                | Charlie Brown                                        | Episódios: "Peanus", "A Very Peanus Christmas" |
| 2009       | Untitled Family Pilot                  | Derek                                                | Assinou contrato para o programa ainda sem título para a NBC |
| 2009       | Batman: Os Bravos e Destemidos         | Deadman/Triad Boss                                   | Voz Episodio: "Dawn of the Dead Man!" |
| 2010       | Saved by Zeroes                        | Mikey Doyle                                          | Pré-Produção |
| 2011-2012  | Breaking In                            | Dutch Nilbog                                         | Elenco Recorrente (8 episodios) |

| Ano  | Titulo                                  | Personagem              | Notas                                                 |
| ---- | --------------------------------------- | ----------------------- | ----------------------------------------------------- |
| 1997 | The Devil & the Angel                   | The Devil               |                                                       |
| 1997 | The Day I Ran Into All My Ex-Boyfriends | Bart                    |                                                       |
| 1997 | Meia-Noite no Jardim do Bem e do Mal    | George Tucker           |                                                       |
| 1998 | 1999                                    | Brick                   |                                                       |
| 1998 | Lenda Urbana                            | Parker Riley            |                                                       |
| 2000 | Eyeball Eddie                           | Skelley                 | Curta-Metragem                                        |
| 2000 | Batman do Futuro - O Retorno do Coringa | Ghoul                   | Voz                                                   |
| 2001 | Doce Novembro                           | Brandon/Brandy          |                                                       |
| 2001 | Rave Macbeth                            | Marcus                  |                                                       |
| 2002 | Poolhall Junkies                        | Danny                   |                                                       |
| 2002 | Curvas Perigosas                        | Adam/Adina              |                                                       |
| 2003 | Special                                 | Fred Molinski           |                                                       |
| 2003 | Bringing Down the House                 | Todd Gendler            |                                                       |
| 2005 | Cursed                                  | Kyle                    | Não-Creditado                                         |
| 2005 | Deu Zebra                               | Ruffshodd               | Voz                                                   |
| 2007 | Cutlass                                 | Background Extra #2     | Curta-Metragem                                        |
| 2007 | Kickin' It Old Skool                    | Kip                     |                                                       |
| 2007 | Dragonlance: Dragons of Autumn Twilight | Tanis Half-Elven        | Voz                                                   |
| 2008 | Shear Love                              |                         | Curta-Metragem                                        |
| 2009 | Wing Man                                |                         |                                                       |
| 2010 | Father of Invention                     | Eddie                   |                                                       |
| 2010 | Catch .44                               | Brandon                 |                                                       |
| 2010 | Ghild                                   | Brauly Gullivan         | Curta-Metragem                                        |
| 2012 | Justice League: Doom                    | Barry Allen / The Flash | Voz                                                   |
| 2012 | Relação Explosiva                       | Gil                     |                                                       |
| 2012 | Holy Takedown!                          | Father Wright           | Produtor; Pré-Produção                                |
| 2013 | Back in the Day                         | Jim Owens               | Diretor, Roteirista, Produtor Executivo; Pré-Produção |
| 2017 | Guardiões da Galáxia Vol. 2             | TBA                     |                                                       |

| Ano  | Titulo            | Personagem    | Notas |
| ---- | ----------------- | ------------- | ----- |
| 2003 | Gladius           | Valens        | Voz   |
| 2006 | Yakuza            | Akira Nishiki | Voz   |
| 2008 | Dark Sector       | Hayden Tenno  | Voz   |
| 2012 | Lollipop Chainsaw | Nick Carlyle  | Voz   |
| 2013 | Infinite Crisis   | Flash         | Voz   |